# Agave bovicornuta
Agave bovicornuta es una especie de planta fanerógama de la familia Asparagaceae.

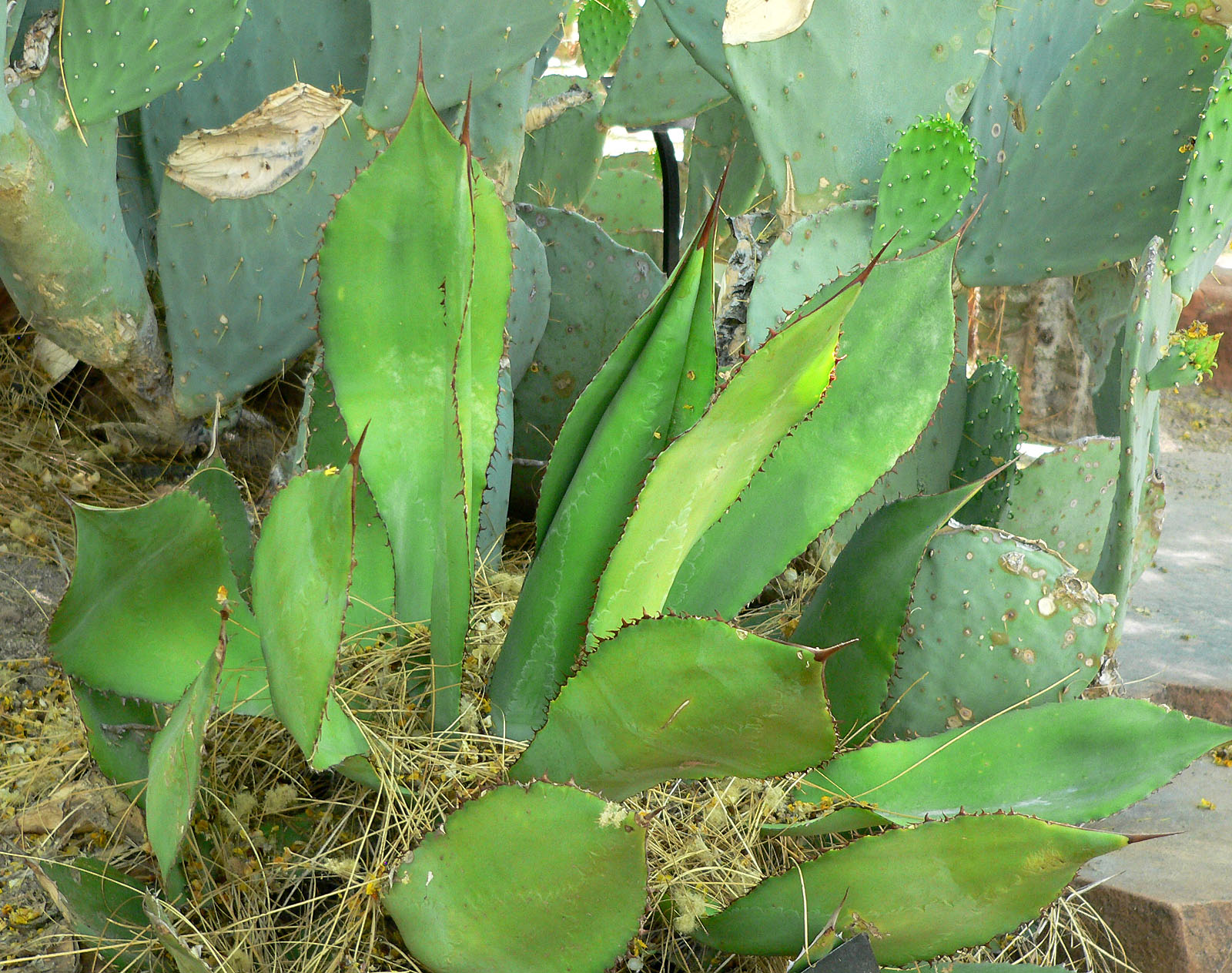
Vista de la planta

## Distribución
Es nativo de las montañas del oeste de México en Sonora, Sinaloa y Chihuahua.

## Descripción
Tiene una solitaria roseta suculenta, de crecimiento rápido que alcanza los 150 cm de diámetro. Florece generalmente sólo cuando la planta tiene 10 años o más.  El tallo floral es grande (4.5 a 6 m), comenzando como un espárrago, pero sus flores son poco visibles. La planta muere dejando luego retoños que crecen reemplazándola.

## Cultivo
Tolera la sequía y suelos pobres, pero requiere un excelente drenaje.

## Taxonomía
Agave bovicornuta fue descrito por Howard Scott Gentry  y publicado en Rumphia 2: 118. 1843.
Etimología
Agave: nombre genérico que fue dado a conocer científicamente en 1753 por el naturalista sueco Carlos Linneo, quien lo tomó del griego Agavos. En la mitología griega, Ágave era una ménade hija de Cadmo, rey de Tebas que, al frente de una muchedumbre de bacantes, asesinó a su hijo Penteo, sucesor de Cadmo en el trono. La palabra agave alude, pues, a algo admirable o noble.
bovicornuta: epíteto latino que significa "como cuernos".

## Nombre común
- Castellano:  Lechuguilla verde .